# يانغون
يانغون (حالياً رانغون)، هي العاصمة السابقة لبورما سابقاً (حالياً ميانمار)، وإحدى أكبر مدنها، يصل تعداد سكانها إلى 4,1 مليون نسمة. وتبلغ مساحتها الإجمالية 1,036 كلم².
تم إطلاق اسم رانغون على المدينة من قبل المجلس العسكري الحاكم (مجلس الدولة للسلام والتنمية) في ميانمار.

## توأمة
ليانغون اتفاقيات توأمة مع:
- هايكو (16 يونيو 2017 - )

## انظر كذلك
- إعصار نرجس
- نايابيداو
- مذبحة كالاجونج

## أعلام
- يو رزاق
- مين لو
- فوز مونغ
- نيين نيل با
- أون سان
- محمد بهادر شاه
- هنري كامن
- ديانا أبكار
- أون سان سو تشي
- نيك دريك
- براكاش كارات

## وصلات خارجية
- موقع مدينة يانغون